# Acacia neovernicosa
Acacia neovernicosa är en ärtväxtart som beskrevs av Duane Isely. Acacia neovernicosa ingår i släktet akacior, och familjen ärtväxter. Inga underarter finns listade i Catalogue of Life.